# Runcimanova mise
Runcimanova mise do Československa byla iniciativou britské vlády, zaměřenou na vyřešení mezinárodní krize v létě roku 1938, hrozící vypuknutím války v Evropě. Mise vedená bývalým britským ministrem lordem Runcimanem měla za úkol zprostředkovat jednání mezi československou vládou a Sudetoněmeckou stranou (SdP), která reprezentovala radikalizovanou německou menšinu. Britská mise působila na území Československa během pozdního léta 1938 a svou závěrečnou zprávu vydala v září, krátce před zahájením Mnichovské konference. 

## Pozadí

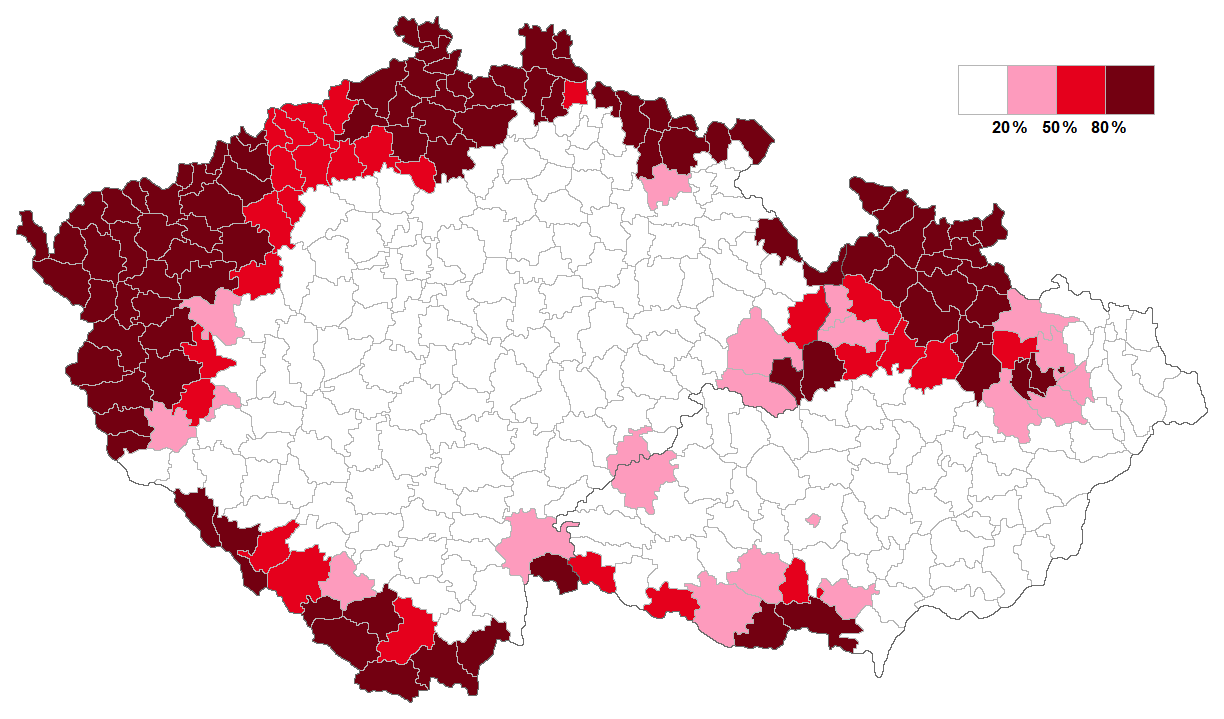
Podíl obyvatelstva německé národnosti v soudních okresech českých zemí podle sčítání lidu roku 1930: menší než 20 % (bílá), 20 % a větší (růžová), 50 % a větší (červená), 80 % a větší (vínová).

Krize v Československu vznikla z požadavků na územní autonomii (a pravděpodobné následné odtržení) pro oblasti s převážně německy mluvícím obyvatelstvem, nacházejících se především podél západních hranic Československa a známých jako Sudety. Tato území a jejich populace čítající více než tři miliony etnických Němců byla historickou součástí českých zemí v rámci habsburské říše. Při vzniku samostatného Československa v roce 1918 se stala jeho součástí, na základě historického státního práva, i též ze strategických a ekonomických důvodů. Po nástupu Adolfa Hitlera k moci v sousedním Německu v roce 1933 se německá menšina v Československu, radikalizovaná špatnou hospodářskou situací a nacistickou propagandou, obrátila k SdP, vytvořené po vzoru německé NSDAP. V dubnu 1938 vůdce SdP Konrad Henlein požadoval nejen úplnou autonomii německých oblastí, ale také právo nastolit v nich nacistický režim. Dříve, v březnu 1938, během setkání s Hitlerem v Berlíně dostal Henlein instrukce, aby udržoval politické napětí neustálým kladením nových požadavků československé vládě, ale přitom se vyhýbal jakékoliv dohodě. Tajné přípravy na invazi do Československa (Fall Grün) měly být dokončeny k 1. říjnu 1938.

## Vyjednávání
Lord Runciman a jeho malý doprovod přijel do Prahy ve dnech 2. a 3. srpna 1938. Ačkoliv byla delegace zdánlivě nezávislá na britské vládě, klíčovým členem mise byl Frank Ashton-Gwatkin, technicky vzato uvolněný ze svých úředních povinností na londýnském ministerstvu zahraničí. Mise vedla samostatná jednání jak s československou vládou, tak s SdP s cílem zprostředkovat urovnání sporu. 
Během jednání s prezidentem Benešem a členy vlády na ně Runciman opakovaně naléhal, aby učinili významné ústupky vůči SdP. Přesto prezident Beneš zprvu navenek zachovával optimismus a 22. srpna 1938 ohodnotil způsob Runcimanova vystupování pozitivně. V rozhovoru s Hubertem Ripkou uvedl: "Runciman se chová naprosto korektně, slušně a objektivně. O Německu nemá iluzí. Dosavadní naše návrhy nepokládá za dostatečné, ale formulovali jsme je přece tak, abychom mohli jít ještě dále aniž bychom ustoupili ve věcech podstatných." 
Runciman se také několikrát sešel s Henleinem, avšak nevyvíjel na něj stejný nátlak na uzavření dohody jako na československé představitele.
Československá vláda zpočátku odolávala požadavku SdP na úplnou autonomii německých oblastí. Po intenzivním diplomatickém nátlaku Británie a Francie (hlavního spojence Československa), nakonec Beneš tento požadavek přijal v rámci tzv. čtvrtého plánu řešení národnostní otázky. Tento vývoj dostal SdP do obtížné situace, na kterou SdP reagovala přerušením styků s československými úřady a zvýšením nepokojů v německých oblastech. Situaci dále zhoršil útočný projev Adolfa Hitlera dne 12. září, který vyvolal německé povstání na sudetských územích. Rozhodné akce československých orgánů obnovily pořádek a vedení SdP uprchlo do Německa.
V této atmosféře rostoucího mezinárodního napětí ve střední Evropě byl 16. září Runciman povolán zpět do Londýna aby podal zprávu ministrům. Následující den oznámil na zasedání kabinetu, že podle jeho názoru „Československo nebude moci existovat tak jako doposud“ a některá území budou muset být postoupena Německu, i když jen „nic víc než odříznutí některých výběžků“. Jiná řešení - včetně vyhlášení plebiscitu o německých oblastech, vytvoření nezávislého sudetoněmeckého státu, svolání konference čtyř mocností, federalizaci Československa nebo realizaci Benešova "čtvrtého plánu" nyní Runciman považoval za nepraktická.

## Setkání s Hitlerem
Situace váznoucích jednání v Československu, doprovázená známkami rostoucí agrese v nacistickém Německu, přiměla koncem srpna britskou vládu, aby usilovala o přímý kontakt s Hitlerem. Pro tento úkol bylo zpočátku uvažováno s Runcimanem. Ten to však rezolutně odmítl. Namítal, že by to ohrozilo nestrannost jeho mise (a také z důvodu zdravotních problémů v horkém pražském pozdním létě) a prohlásil: „Já to prostě neudělám!“ Runcimanovo odmítnutí vedlo k tomu, že nakonec samotný britský premiér Neville Chamberlain odletěl do Německa, aby se 15. září setkal s Hitlerem v Berchtesgadenu.

## Zpráva
Zpráva Runcimanovy mise ve formě dopisů britskému a československému předsedovi vlády, datovaná 21. září 1938, se nesla v silně nepřátelském tónu vůči československé vládě a doporučovala okamžité odstoupení oblastí s převážně německy mluvícím obyvatelstvem Německu. Zpráva o dvou tisících slovech kladla odpovědnost za neúspěch vyjednávání jednoznačně na vedení SdP, které využilo záminky občanských nepokojů v některých německých oblastech k přerušení kontaktů. Tato zpráva také konstatovala, že návrhy v Benešově „čtvrtém plánu“ splňovaly „téměř všechny podmínky“ z těch požadovaných SdP. Nicméně, při rozepisování stížností německé menšiny Runciman vyjádřil sympatie k sudetským Němcům s poznámkou, že je „těžké být ovládán cizí rasou“. Zpráva sice uváděla, že česká správa „není otevřeně utlačovatelská a zcela jistě ani 'teroristická'“, avšak dodávala „vyznačuje se netaktností, nepochopením, malichernou netolerancí a diskriminací“.
Témata stížností, kromě volebního systému, ve kterém mohla být SdP přehlasována v parlamentu, zahrnovala dosazování českých úředníků v německých oblastech, přesidlování českých zemědělců do těchto oblastí a výstavbu českých škol pro jejich děti, diskriminaci ve prospěch českých firem v udělování státních zakázek a přednostní poskytování ekonomických úlev Čechům. Runciman byl velmi kritický vůči československým úřadům kvůli tomu, že nedokážou zajistit dostatečnou nápravu těchto domnělých nespravedlností. Toto selhání, poznamenal, mělo za následek pocit „beznaděje“ mezi německým obyvatelstvem, ale „vzestup nacistického Německa“ jim dal „novou naději“, a dodává: „Považuji jejich obrácení se o pomoc ke svým soukmenovcům a jejich následnou touhu po připojení k Říši za přirozený vývoj věcí.“ Předpovídaje nebezpečí eskalace násilí a dokonce „občanskou válku“, Runciman soudil, že „příhraniční okresy by měly být okamžitě odstoupeny Německu“, bez uspořádání plebiscitu, který by byl „naprostou formalitou“. Kromě jiných opatření zpráva navrhovala neutralizaci zbytku Československa a mezinárodní záruku jeho bezpečnosti.
Zpráva zdánlivě poskytovala důkazní materiál pro návrhy, které Chamberlain přednesl Hitlerovi při jejich druhém setkání v Bad Godesbergu dne 22. září. Tyto návrhy zahrnovaly odstoupení československých okresů s většinovým německým obyvatelstvem Německu. Archivní materiál nasvědčuje tomu, že zpráva byla v pozdním stadiu revidována, pravděpodobně Ashton-Gwatkinem, s cílem uvést dokument plně v soulad s britskou vládní politikou. Původní koncept zprávy navrhoval převod pouze některých území, i když rozsah dotčených území je otevřenou otázkou. Během předchozího vystoupení v kabinetu dne 17. září však Runciman naznačil, že měl na mysli možnost odstoupení konkrétních oblastí s vysokou koncentrací německých obyvatel kolem měst Cheb a Aš, na samém západním okraji země.

## Reakce
Runcimanovy aktivity v Československu byly horlivě sledovány velkou skupinou zahraničních žurnalistů, z nichž někteří se ve svých článcích kriticky vyjadřovali o způsobu, jakým trávil volný čas. 67letý mediátor (kterého v Československu doprovázela jeho manželka Hilda) strávil většinu svých víkendů odpočinkem ve společnosti sudetoněmecké aristokracie, z nichž mnozí byli stoupenci SdP. Tyto aktivity byly uspořádány na příkaz SdP s cílem vystavit Runcimana vlivu společenského prostředí příznivého pro jejich věc. Přestože Runciman kritiku odmítal, jeho tvrzení o nestrannosti bylo v očích mnoha lidí vážně zpochybněno.
Mnohá tvrzení o Runcimanově zaujatosti vůči Čechům však mají účelový charakter a vyplývají z extrémně vypjaté situace a obtížně řešitelného dilematu, kterého se navíc zmocnila propaganda. To dokazuje i hodnocení Jana Masaryka, který o Runcimanovi napsal, že je upřímným obdivovatelem TGM. Poněkud odlišný obraz o Runcimanově misi také vydávají zápisy z deníku jeho manželky Hildy, která ho během pobytu doprovázela. Tyto cenné a dosud nepříliš známé informace (deník se nachází ve fondu Waltera Runcimana v Newcastle University Library) uvádějí, že Runciman i ona úzkostlivě dbali o zachování nestranného pohledu a k Hitlerovu Německu nechovali sympatie. Navíc činorodá Hilda Runcimanová navázala blízký a přátelský vztah s Františkem Schwarzenbergem, který patřil během práce mise mezi nejvýraznější a nejaktivnější obhájce československých zájmů.
Po zveřejnění Runcimanovy zprávy dne 28. září americká novinářka Dorothy Thompsonová upozornila na její vnitřní nekonzistenci, přičemž ji označila za  „nelogickou“. Vyjádřila též podezření, že zpráva byla „zhotovena na objednávku tak, aby odpovídala dohodě“ dosažené mezi Hitlerem a Chamberlainem v Berchtesgadenu a že je „dílem propagandy“. Ashton-Gwatkin následně uvedl, že Runciman ho požádal o napsání zprávy, která bude „podporovat politiku premiéra“. Runcimanova vnučka Ann Shukmanová ve své knize o Runcimanově misi uvádí, že na konečném znění zprávy se mohla podílet i Runcimanova manželka Hilda: „Z Runcimanovy zprávy se stal výraz osobních hodnotících soudů Ashtona-Gwatkina a také Hildy, která sdílela jeho anti-české postoje a proněmeckou zaujatost.“
V reakci na Runcimanovu zprávu československá vláda ustoupila a v podstatě přijala požadavky Henleinova Karlovarského programu, ale sudetoněmečtí vyjednávači mezitím přišli s novými, tvrdšími požadavky.